# Vladimir Norov

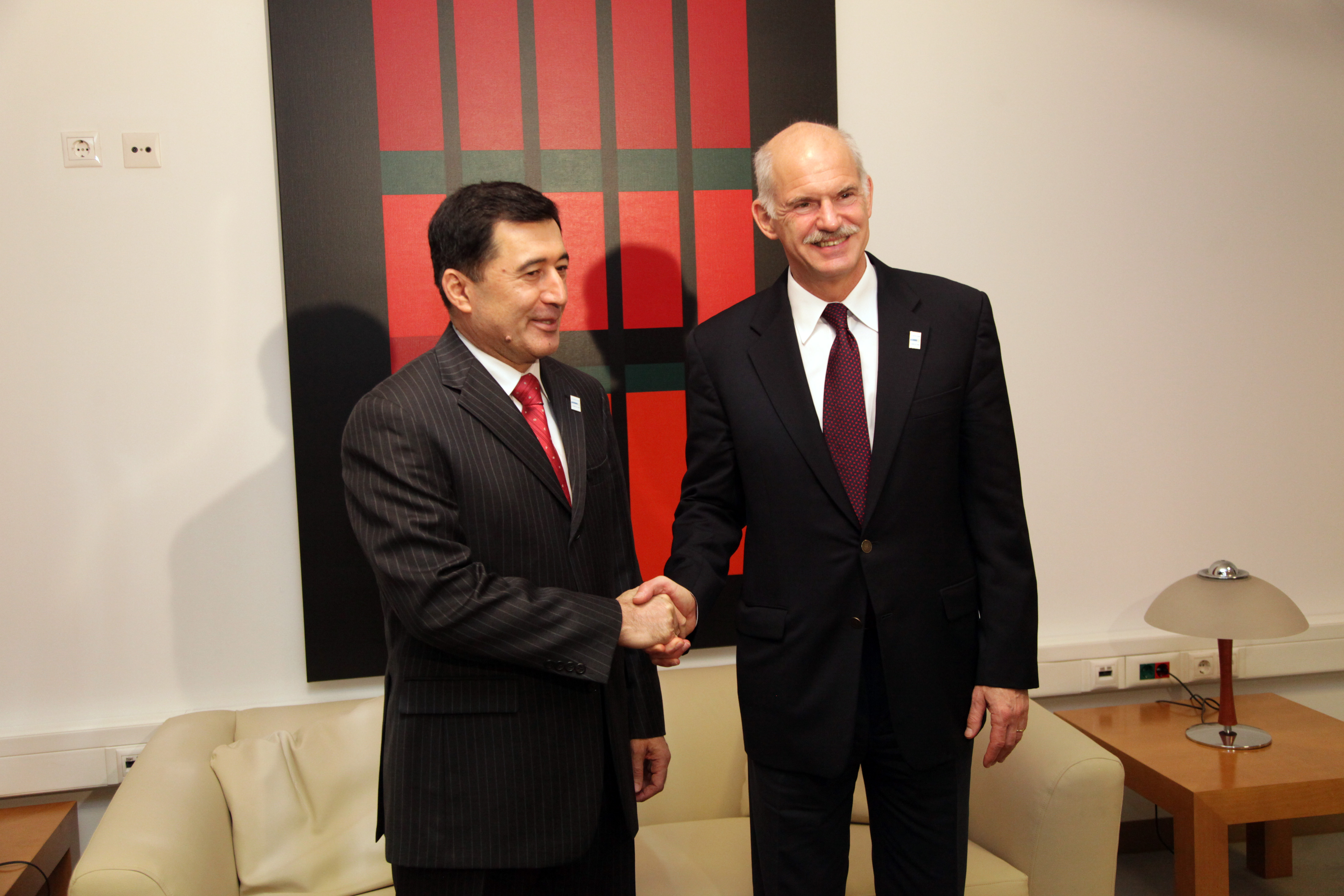
Vladimir Norov (links) mit Giorgos Papandreou

Vladimir Imomovich Norov (russ. Владимир Имамович Норов/Wladimir Imamowitsch Norow; * 31. August 1955 in Buchara) ist ein usbekischer Diplomat und Politiker.

## Biographie
Vladimir Norov studierte ab 1972 am Pädagogischen Institut in Buchara und schloss sein Studium 1976 als diplomierter Mathematiklehrer ab. Es folgte ein einjähriger Wehrdienst in der Roten Armee. Von 1978 bis zum Zerfall der Sowjetunion war Norov bei den Organen des sowjetischen Innenministeriums beschäftigt und studierte von 1983 bis 1985 an der Akademie des Innenministeriums in Moskau. 1988 begann Norov hier seine Promotion – es handelte sich dabei um eine adjunktura, eine Promotion (im Sinne der russischen aspirantura) an einer Hochschule des Verteidigungs- oder Innenministeriums –, die er 1990 abschloss.
Ab 1993 arbeitete er als Berater in verwaltungsrechtlichen Fragen in der usbekischen Präsidialverwaltung. 1995 wechselte er für kurze Zeit als erster stellvertretender Außenminister in die Regierung. Bereits ein Jahr später kehrte er ins Präsidialamt zurück und war hier als Berater des Präsidenten Islom Karimov in Fragen der Außenpolitik und des Außenhandels tätig. Von 1998 bis 2003 war Norov Botschafter Usbekistans in Deutschland. Ab 2002 war er in diesem Rahmen auch für Polen und die Schweiz zuständig. 2003 kehrte er nach Usbekistan zurück und wurde erneut stellvertretender Außenminister. Von 2005 bis 2006 war er Botschafter in Belgien. Vom 12. Juli 2006 bis 28. Dezember 2010 war Norov Außenminister der Republik Usbekistan. Wegen seiner vormaligen Botschaftertätigkeit in Europa wurde seine Ernennung als Signal der Wiederannäherung an die Europäische Union gedeutet. Die Beziehungen zur EU galten seit der blutigen Niederschlagung der oppositionellen Proteste in der ostusbekischen Stadt Andijon 2005 als belastet.
Im Dezember 2010 wurde sein Vorgänger Elyor Gʻaniyev wieder zum Außenminister ernannt, während Norov erster stellvertretender Außenminister wurde. 2013–2017 war Norov Botschafter der Republik Usbekistan in den Benelux-Staaten und offizieller Vertreter Usbekistans bei NATO und bei der EU. Im Mai 2017 wurde Norov zum Direktor des Forschungsinstituts für strategische und interreligiöse Fragen beim usbekischen Präsidenten berufen. Am 10. Juni 2018 wurde er vom Rat der Staatsoberhäupter der Shanghaier Organisation für Zusammenarbeit zum Generalsekretär dieser Organisation gewählt. Am 1. Januar 2019 trat er dieses Amt an, das er bis zum 31. Dezember 2021 bekleidete.
Seit dem 9. September 2022 ist Norov erneut Außenminister, nachdem er das Amt ab April bereits kommissarisch innehatte.
Norov spricht neben Usbekisch und Russisch auch Englisch und Deutsch. Er ist verheiratet und hat drei Kinder.